# Les Rois
Les Rois est une nouvelle de Guy de Maupassant, parue en 1887.

## Historique
Les Rois est une nouvelle initialement publiée dans la revue Le Gaulois du 23 janvier 1887, puis dans le recueil Le Horla en mai 1887.

## Résumé
Pendant la guerre de 1870, le jour des Rois, dix hussards investissent le village en ruine de Porterin et bivouaquent dans une maison bourgeoise abandonnée. 
Bientôt, une oie, avec une fève, rôtit dans la cuisine. « Mais pas de reine, c'est embêtant, ça ! »

## Éditions
- 1887 - Les Rois, dans Le Gaulois
- 1887 - Les Rois, dans La Vie populaire du 20 octobre 1887
- 1887 - Les Rois, dans Le Horla recueil paru chez l'éditeur Paul Ollendorff.
- 1979 - Les Rois, dans Maupassant, Contes et nouvelles, tome II, texte établi et annoté par Louis Forestier, éditions Gallimard, Bibliothèque de la Pléiade.

## Lire
- Lien vers la version de Les Rois dans Le Horla,